# Chlorodrepana allevata
Chlorodrepana allevata är en fjärilsart som beskrevs av Louis Beethoven Prout 1915. Chlorodrepana allevata ingår i släktet Chlorodrepana och familjen mätare. Inga underarter finns listade i Catalogue of Life.